# Зинаида Бандарина
Зинаида Бандарина (на беларуски: Зінаіда Бандарына) е беларуска журналистка, преводачка, поетеса и писателка на произведения в жанра лирика и исторически роман.

## Биография и творчество
Зинаида Александровна Бандарина е родена на 11 октомври 1909 г. в Гродно, провинция Гродно, Литовско генерал-губернаторство, Руска империя, в семейство на учители. Има брат. По време на Първата имперска война баща ѝ е мобилизиран и става офицер. По време на Гражданската война е командир в Червената армия. Семейството живее в Двинск, Москва, Иваново, и по фронтовата линия, а през 1918 г. се установява в Минск.
След училище работи в държавното стопанство „Тарасово“ в района на Минск. Започва работа на 16 години и в периода 1925 – 1927 г. е началник на детска градина в Койданово. През 1927 г. е командирована от Народния комисариат на РСФСР и завършва Минския беларуски педагогически техникум. След това в периода работи 1927 – 1928 г. като учителка в село Медяково в Барабински район на Новосибирска област.
Заедно с работа си започна да пише поезия, а първата ѝ публикация е през 1926 г. Поезията ѝ е публикувана в периодични издания и в колективния сборник „Стихотворения“ през 1926 г. През 1931 г. те са публикувани в сборника ѝ с поезия „Веснацвет“ (Пролетно цвете).
В Медяково тя се разболява от туберкулоза и се връща в Минск. След лечението си отива в мел, където в периода 1928 – 1929 г. работи като секретар на литературното сдружение „Молодняк“ и в редакцията на гомелския вестник „Полесская правда“ (Полеска истина), в който ръководи литературния отдел. След като изразява съмнение в контрареволюционния характер на творбите на някои беларуски писатели е изпратена на работа за шест месеца в отдела за пресата в Централния комитет на Комунистическата партия на Беларус.
През 1929 г. е изпратена в Москва в Института по кинематография, където учи литературен сценарий във филмовия факултет, който завършва през 1933 г. След дипломирането си в периода 1933 – 1934 г. ръководи отдела за сценарии във Витебския филмов колеж и после рабити в детския отдел Радиокомитета. По това време пише две детски приказки в стихове.
Изпратена е на тригодишна специализация в Художествената академия в Ленинград, която завършва през 1937 г. с дисертация на тема „Драматургията на Натан Зархи“. В свободното си време пише поезия и критични статии и рецензии в „Литературен Ленинград“ и „Киногазета“. След дипломирането си работи в „Союздетфилм“ в Москва, после в Архангелския театър за млади зрители, и в киностудията в Грозни.
В Грозни се омъжва за говорителя Николай Андреев и с него се връща в Москва. В Москва е публикувана в периодични издания и започва да пише на руски език.
По време на Втората световна война служи заедно със съпруга си в Червената армия. През март 43 г., във връзка с раждането на сина си, тя беше демобилизирана. Работи към сценарийното студио на филмовия комитет. През март 1945 г. се връща в Минск и работи частично към списание „Бреза“. В периода 1945 – 1946 г. работи в детския отдел на Беларуското радио, в периода 1946 – 1948 г. работи в Дома на народното изкуство в Гродно, а в периода 1948 – 1950 г. е ръководител на филиала на музея на поета Янка Купала във Вязинка. После в периода 1950 – 1956 г. е редактор във вестниците „Зорка“ и „Литература и изкуство“. От 1957 г. е член на Съюза на писателите на СССР.
Зинаида Бандарина умира на 16 април 1959 г. в Минск, БССР, СССР. Погребана е в почетното Източното гробище в Минск.

## Произведения
- Веснацвет. Вершы 1926 – 1929 (1931)
- Ой, рана на Івана… Старонкі маленства Янкі Купалы. Аповесць (1956) – за детството и юношеството на Янка Купала
- Галина Ильина (1959) – повест
- Лясныя госці (1960) – разкази